# Філософська теорія
Філософська теорія або філософська позиція — це погляд, який намагається пояснити чи пояснити певну проблему у філософії.  Використання терміна «теорія» є висловлюванням розмовної мови, а не відображає термін теорія. Хоча будь-яку тезу чи думку можна назвати позицією, в аналітичній філософії вважається, що найкраще вживати слово «теорія» для систематичних, комплексних спроб вирішити проблеми.
Філософська теорія — системна сукупність ідей, концепцій, гіпотез, сформульованих засобами філософських понять-категорій.

## Огляд
Елементи, які складають філософську теорію, складаються з тверджень, які вважаються істинними мислителями, які їх приймають, і які можуть бути або не бути емпіричними. Науки мають дуже чітке уявлення про те, що таке теорія; однак у такій галузі знань, як філософія, це визначення нечітке. Філософські теорії не обов’язково є науковими теоріями, хоча вони можуть складатися як з емпіричних, так і з неемпіричних тверджень.
Сукупні твердження всіх філософських рухів, філософських шкіл та систем переконань складаються з філософських теорій. У філософські теорії також включено багато принципів, догм, доктрин, гіпотез, правил, парадоксів, законів, а також "-логій","-ізмів", "-"-измів" і т. п.
Для філософії характерний теоретичний світогляд. Поняття "теорія" запозичене із культової сфери, де воно означало "вершину релігійного досвіду", загострено-уважне духовне бачення світу. У цьому розумінні теоретик є людиною, яка перебуває у вищій точці спостереження і бачить те, що приховано від глядачів нижнього ряду - спостерігає "божественні ейдоси" (ідеї), що дає йому змогу розуміти перебіг подій. Тому Платон вважав, що саме філософи-мислителі, тобто "теоретики", мають керувати державними справами.
Деякі приклади філософських теорій включають:
- Метатеорія; теорії щодо формування та змісту теорем, таких як теорема Курта Геделя про неповноту.
- Політична теорія; теорії, які лежать в основі політичної філософії, такі як теорія справедливості Джона Роулза.
- Етична теорія та метаетика; теорії щодо природи та мети етичних тверджень, [6] такі як етична теорія Іммануїла Канта.
- Критична теорія; у вузькому сенсі, західноєвропейська група марксистської думки Франкфуртської школи, яка спрямована на критику та трансформацію, а не просто на пояснення соціальних структур.[7] У ширшому розумінні «критична теорія» стосується широкого розмаїття політичних, літературних і філософських позицій, які принаймні частково черпають натхнення з Франкфуртської школи та її діалектики, і які зазвичай заперечують можливість об’єктивності чи відстороненості від політичних позицій та привілеїв.[8]
- Філософські теорії також можуть мати форму релігії, життєвої філософії, ідеології, світогляду чи життєвої позиції[en].